# Терентьєв Олег Костянтинович
Оле́г Костянти́нович Тере́нтьєв (нар. 30 січня 1928, Одеса) — український графік; член Спілки радянських художників України.

## Біографія
Народився 30 січня 1928 року в Одесі. 1954 року закінчив Київський художній інститут, де навчався у Леоніда Мучника, Василя Касіяна.
Мешкав у Києві в будинку на вулиці Польовій, № 6/2, квартира № 48. Станом на 2019 рік проживає в США.

## Твори
Працював у галузі політичного плаката: Серед робіт:
- «Хай живе всеперемагаюче вчення марксизму-ленінізму» (1957);
- «КПРС — авангард світового комуністичного руху» (1961);
- «Слався, благородна арміє народна!» (1968);
- «Ми наш, ми світ новий збудуєм» (1969);
- «Наша могутня ідеологічна зброя» (1970);
- «Народ і партія — єдині!» (1976);
- «Є така партія!» (1977);
- «Ленінізм живе і перемагає!» (1978);
- триптих «Карл Маркс. Фрідріх Енгельс. Володимир Ленін» (1981);
- «Позбудемося образу ворога» (1989);
- «Великодержавна машина» (1989);

у співавторстві з Юрієм Мохором
- «Комунізм — це молодість світу, і його будувать молодим» (1959);
- «Мир народам» (1961);
- «Рости і будуй» (1964);
- «Слався, Україно Радянська» (1967);
- «Шість орденів ВЛКСМ» (1968);

Написав картину «На лоні природи» (1991).
Брав участь у республіканських та всесоюзних виставках з 1954 року.

## Відзнаки
- Заслужений художник УРСР з 1976 року;
- Нагороджений медалями та Почесною грамотою Президії Верховної Ради УРСР[1].